# Biggie & Tupac
Biggie & Tupac – film dokumentalny produkcji brytyjskiej z 2002 roku. Materiał był kręcony w miejscach, w których wychowywali się obaj artyści (Tupac i Biggie) oraz wykorzystano rzadko publikowane nagrania archiwalne.

## Fabuła
Dokument opisuje kulisy incydentów, w których zginęły dwie gwiazdy amerykańskiego hip-hopu. Tupac Shakur znany także jako 2Pac, Makaveli został postrzelony 7 września 1996 roku w Las Vegas (zmarł 6 dni później). Christopher Wallace (czyli The Notorious B.I.G. lub Biggie Smalls) zginął 9 marca 1997 roku w Los Angeles, również był ofiarą postrzału z broni palnej. Spór obu raperów był częścią większego konfliktu artystów z Zachodniego Wybrzeża z artystami ze Wschodniego Wybrzeża. Film tłumaczy, w jaki sposób morderstwa te były ze sobą związane oraz jak wielki wpływ na całą sprawę miała zorganizowana grupa przestępcza działająca w policji Los Angeles. Zawarte są w nim m.in. wywiad z Marionem "Suge" Knightem, magnatem hip-hopowym i współtwórcą wytwórni Death Row Records, przedstawicielem Zachodniego Wybrzeża w konflikcie.